# 劉寵 (楽安王)
劉寵（りゅう ちょう、生年不詳 - 121年）は、後漢の皇族。またの名を伏胡ともいう。楽安夷王。

## 経歴
千乗貞王劉伉の子として生まれた。93年（永元5年）、父が死去すると千乗王の封を嗣いだ。95年（永元7年）、千乗国は楽安国と改名され、劉寵は楽安王となった。121年（永寧2年）3月丁未、洛陽で死去した。諡を夷といった。

## 子女
- 勃海孝王劉鴻（後嗣）
- 平原哀王劉得
- 清河恭王劉延平

## 伝記資料
- 『後漢書』巻55 列伝第45